# Pi5 d'Orió
Pi5 d'Orió (π⁵ Orionis) és una estrella en la constel·lació d'Orió de magnitud aparent +3,72. Comparteix la denominació de Bayer «Pi» amb altres cinc estrelles, sent la tercera més brillant entre elles per darrere de Tabit (π3 Orionis) i π4 Orionis. Es troba aproximadament a 1.340 anys llum de distància del Sistema Solar.
Pi5 d'Orió és una estrella binària, la component principal és una gegant blava de tipus espectral B3III. El seu espectre revela que l'acompanyant és un estel de la seqüència principal de tipus B0. El període orbital de el sistema és de només 3,7004 dies i la òrbita està inclinada uns 70º respecte al plànol del cel. La separació entre les dues estrelles no és coneguda, però podria ser de només unes poques centèsimes de ua.
La proximitat entre les dues components així com la seva velocitat de rotació -superior a 90 km/s- fa que les dues estrelles no tinguin forma esfèrica sinó el·lipsoidal. Amb una variació en la seva lluentor de 0,07 magnituds, Pi5 d'Orió constitueix una variable elipsoidal rotant semblant a Spica (α Virginis). Aquesta variabilitat va ser descoberta en 1917 a l'utilitzar aquesta estrella com a referència mentre s'estudiava la variabilitat de la binària eclipsant λ Tauri.